# Теоретическая хирургия
Теоретическая хирургия — подход, основанный на интеграции неоперативного анализа решений и системы клинических и фундаментальных исследований, поддерживающих хирургические методы терапии. Он разработан для удовлетворения потребностей академических хирургов для координации взаимодействия с фундаментальными научными дисциплинами. Идея первоначально получила свое развитие в Марбургском университете в 1960-х годах.
В соответствии с предложенным определением были определены основные структурные элементы теоретической хирургии:
- интеграция различных дисциплин фундаментальной науки в методологию хирургических исследований, с целью поддержания баланса между достижениями в биомедицинских и клинических науках;
- организация сотрудничества фундаментальных ученых с хирургами в рамках постоянных рабочих групп;
- проведение научных исследований, характеризующихся как обоснованным методологическим обоснованием, так и клинической значимостью (доказательная медицина);
- разрешение клинических проблем на основе полученных результатов научных исследований, в том числе при использовании инструментария медицинской статистики и метаанализа[2].

Предпочтительным организационным форматом теоретической хирургии были определены постоянные рабочие группы в составе 2 клинических хирургов, 1 фундаментального исследователя (теоретический хирург), 1-2 лаборанта и 1-2 студента, сосредоточенные на одной проблеме в общей междисциплинарной области.

## История
Первые основы систематического научного подхода к научному планированию и проведению хирургических операций были заложены в 1920-х годах дискуссионными работами Фердинанда Зауербруха, Эрвина Лика и особенно работой С. П. Федорова «Хирургия на распутьи». Поразительно, что работа, в которой С.П Федоровым явно был сформулирован запрос на фундаментальные научные основания для планирования и проведения хирургических вмешательств, была воспринята многими выдающимися современниками как вызов их профессиональному мастерству и необоснованная критика усилий по совершенствованию хирургической техники. В развернувшейся в этот же период дискуссии о путях развития хирургической науки высказывались различные взгляды выдающихся хирургов: так, С. С. Юдин обращал внимание на успехи практического использования различных методов выполнения хирургических операций, в то время как П. А. Герцен утверждал, что будущее хирургии состоит не только в техническом совершенствовании, но в её симбиозе с другими смежными науками.
В 1960—1970-х годах большой вклад в развитие дисциплины теоретической хирургии внес немецкий хирург и ученый Вилфрид Лоренц из Марбургского университета, которым было обосновано преимущество использования систематических обзоров для обоснования перспективных методов хирургического лечения.